# 全国高等学校サッカー選手権大会山口県大会
全国高等学校サッカー選手権大会山口県大会（ぜんこくこうとうがっこうサッカーせんしゅけんたいかい やまぐちけんたいかい）は、全国高等学校サッカー選手権大会の山口県予選大会である。
なお、山口県勢の全国大会での成績は、全国高等学校サッカー選手権大会 (山口県勢)を参考の事。

## 概要
- 主催：山口県サッカー協会・山口県高等学校体育連盟・山口県教育委員会・山口放送
- 参加校：47校（2015年）
- 使用会場：維新百年記念公園陸上競技場・山口県立おのだサッカー交流公園サッカー場・下関市乃木浜総合公園多目的グラウンド・高川学園高等学校グラウンドなど。
- 校名変更：山口東→山口・多々良学園→高川学園

## 歴代代表校

### 1県1代表制以前
| 年度（大会）         | 優勝校                      | 備考                   |
| -------------------- | --------------------------- | ---------------------- |
| 1949年（第28回大会） | 山口東（初出場）            |                        |
| 1951年（第30回大会） | 山口（2年ぶり2回目）        | 山口東が山口に校名変更 |
| 1959年（第38回大会） | 山口（8年ぶり3回目）        |                        |
| 1961年（第40回大会） | 多々良学園（初出場）        |                        |
| 1962年（第41回大会） | 山口（3年ぶり4回目）        |                        |
| 1963年（第42回大会） | 小野田工（初出場）          |                        |
| 1964年（第43回大会） | 多々良学園（3年ぶり2回目）  |                        |
| 1965年（第44回大会） | 小野田工（2年ぶり2回目）    |                        |
| 1971年（第50回大会） | 山口（9年ぶり5回目）        |                        |
| 1973年（第52回大会） | 岩国工（初出場）            |                        |
| 1974年（第53回大会） | 山口（3年ぶり6回目）        |                        |
| 1975年（第54回大会） | 山口（2年連続7回目）        |                        |
| 1977年（第56回大会） | 山口（2年ぶり8回目）        |                        |
| 1978年（第57回大会） | 山口（2年連続9回目）        |                        |
| 1979年（第58回大会） | 山口（3年連続10回目）       |                        |
| 1980年（第59回大会） | 多々良学園（16年ぶり3回目） |                        |
| 1981年（第60回大会） | 小野田工（16年ぶり3回目）   |                        |

### 1県1代表制以降
| 年度（大会）         | 参加校数 | 優勝校                       | 決勝スコア    | 準優勝校   | 準決勝敗退校          | 備考                           |
| -------------------- | -------- | ---------------------------- | ------------- | ---------- | --------------------- | ------------------------------ |
| 1983年（第62回大会） |          | 多々良学園（3年ぶり4回目）   | -             |            |                       |                                |
| 1984年（第63回大会） |          | 山口（5年ぶり11回目）        | -             |            |                       |                                |
| 1985年（第64回大会） |          | 山口（2年連絡12回目）        | -             |            |                       |                                |
| 1986年（第65回大会） |          | 山口（3年連続13回目）        | -             |            |                       |                                |
| 1987年（第66回大会） |          | 多々良学園（4年連続5回目）   | -             |            |                       |                                |
| 1988年（第67回大会） |          | 山口（2年ぶり14回目）        | -             |            |                       |                                |
| 1989年（第68回大会） |          | 山口（2年連続15回目）        | -             |            |                       |                                |
| 1990年（第69回大会） |          | 山口（3年連続16回目）        | -             |            |                       |                                |
| 1991年（第70回大会） |          | 山口（4年連続17回目）        | -             |            |                       |                                |
| 1992年（第71回大会） |          | 山口（5年連続18回目）        | -             |            |                       |                                |
| 1993年（第72回大会） |          | 多々良学園（6年ぶり6回目）   | -             |            |                       |                                |
| 1994年（第73回大会） |          | 多々良学園（2年連続7回目）   | -             |            |                       |                                |
| 1995年（第74回大会） |          | 多々良学園（3年連続8回目）   | -             |            |                       |                                |
| 1996年（第75回大会） |          | 多々良学園（4年連続9回目）   | -             |            |                       |                                |
| 1997年（第76回大会） |          | 多々良学園（5年連続10回目）  | -             |            |                       |                                |
| 1998年（第77回大会） |          | 多々良学園（6年連続11回目）  | -             |            |                       |                                |
| 1999年（第78回大会） |          | 多々良学園（7年連続12回目）  | -             |            |                       |                                |
| 2000年（第79回大会） |          | 多々良学園（8年連続13回目）  | -             |            |                       |                                |
| 2001年（第80回大会） |          | 多々良学園（9年連続14回目）  | -             |            |                       |                                |
| 2002年（第81回大会） |          | 多々良学園（10年連続15回目） | -             |            |                       |                                |
| 2003年（第82回大会） |          | 多々良学園（11年連続16回目） | -             |            |                       |                                |
| 2004年（第83回大会） | 52       | 多々良学園（12年連続17回目） | 1 - 0         | 西京       | 宇部工 豊浦           |                                |
| 2005年（第84回大会） | 52       | 多々良学園（13年連続18回目） | 3 - 2         | 西京       | 宇部工 宇部中央       |                                |
| 2006年（第85回大会） | 52       | 高川学園（14年連続19回目）   | 5 - 2         | 山口鴻城   | 岩国工 宇部中央       | 多々良学園が高川学園に校名変更 |
| 2007年（第86回大会） | 51       | 高川学園（15年連続20回目）   | 3 - 2         | 西京       | 小野田 小野田工       |                                |
| 2008年（第87回大会） | 49       | 西京（初出場）               | 3 - 1         | 慶進       | 小野田工 下関中央工業 |                                |
| 2009年（第88回大会） | 48       | 山口（17年ぶり19回目）       | 3 - 1         | 西京       | 小野田 慶進           |                                |
| 2010年（第89回大会） | 47       | 宇部（初出場）               | 2 - 1         | 豊浦       | 西京 慶進             |                                |
| 2011年（第90回大会） | 45       | 高川学園（4年ぶり21回目）    | 1 - 0（延長） | 西京       | 下関中央工業 聖光     |                                |
| 2012年（第91回大会） | 49       | 聖光（初出場）               | 1 - 0（延長） | 高川学園   | 慶進 豊浦             |                                |
| 2013年（第92回大会） | 48       | 西京（5年ぶり2回目）         | 3 - 2         | 慶進       | 高川学園 聖光         |                                |
| 2014年（第93回大会） | 47       | 高川学園（3年ぶり22回目）    | 3 - 0         | 聖光       | 山口 西京             |                                |
| 2015年（第94回大会） | 47       | 山口鴻城（初出場）           | 2 - 0         | 高川学園   | 西京 慶進             |                                |
| 2016年（第95回大会） | 46       | 高川学園（2年ぶり23回目）    | 5 - 1         | 小野田工業 | 西京 慶進             |                                |